# Amphoe Ratchasan
Amphoe Ratchasan (Thai: อำเภอ ราชสาส์น) ist ein Landkreis (Amphoe – Verwaltungs-Distrikt) im Zentrum der Provinz Chachoengsao.  Die Provinz Chachoengsao liegt im östlichen Teil der Zentralregion von Thailand. 

## Geographie
Benachbarte Distrikte (von Osten im Uhrzeigersinn): die Amphoe Phanom Sarakham, Plaeng Yao und Bang Khla der Provinz Chachoengsao sowie Amphoe Ban Sang in der Provinz Prachin Buri.
Ein wichtiger Fluss im Landkreis ist der Khlong Tha Lat.

## Geschichte
Ratchasan wurde am 16. Februar 1977 zunächst als „Zweigkreis“ (King Amphoe) eingerichtet, indem er vom Amphoe Phanom Sarakham abgetrennt wurde.
Am 4. Juli 1994 bekam Ratchasan den vollen Amphoe-Status.

## Verwaltung

### Provinzverwaltung
Der Landkreis Ratchasan ist in drei Tambon („Unterbezirke“ oder „Gemeinden“) eingeteilt, die sich weiter in 31 Muban („Dörfer“) unterteilen.
| Nr. | Name       | Thai    | Muban | Einw. |
| --- | ---------- | ------- | ----- | ----- |
| 01. | Bang Kha   | บางคา   | 06    | 2.121 |
| 02. | Mueang Mai | เมืองใหม่ | 09    | 3.195 |
| 03. | Dong Noi   | ดงน้อย   | 16    | 7.539 |

### Lokalverwaltung
Im Landkreis gibt es drei „Tambon-Verwaltungsorganisationen“ (องค์การบริหารส่วนตำบล – Tambon Administrative Organizations, TAO)
- Bang Kha (Thai: องค์การบริหารส่วนตำบลบางคา) bestehend aus dem kompletten Tambon Bang Kha.
- Mueang Mai (Thai: องค์การบริหารส่วนตำบลเมืองใหม่) bestehend aus dem kompletten Tambon Mueang Mai.
- Dong Noi (Thai: องค์การบริหารส่วนตำบลดงน้อย) bestehend aus dem kompletten Tambon Dong Noi.